# Союз коммунистов Хорватии
Союз коммунистов Хорватии (хорв. Savez komunista Hrvatske) — коммунистическая партия, входившая в состав Союза коммунистов Югославии в качестве самостоятельной партийной организации. Существовала в 1937—1990 годах, в 1945—1990 годах — правящая партия в Социалистической республике Хорватия.
Основана в 1937 году как Коммунистическая партия Хорватии (хорв. Komunistička partija Hrvatske). В 1952 году в соответствии с решением VI съезда Коммунистической партии Югославии, Коммунистическая партия Хорватии была переименована в Союз коммунистов Хорватии.
Поддерживала наиболее тесные связи с Союзом коммунистов Словении и придерживалась самостоятельной позиции, во время так называемой Хорватской весны де-факто поддержав хорватское национальное движение и выступив против центральных властей.

## Основание
До 1937 года на территории Хорватии, входившей в состав королевской Югославии, в полуподпольном режиме функционировали Хорвато-славонский провинциальный комитет Социалистической рабочей партии Югославии и Социалистическая партия Хорватии и Славонии. Эти организации были немногочисленны, слабы и не оказывали существенного влияния на положение дел.
После возвращения в Югославию Иосипа Броза Тито и проведения IV конференции Коммунистической партии Югославии в Любляне в октябре 1934 года, было решено создать в Хорватии и Словении самостоятельные коммунистические партии. Однако из-за слабости тамошних партийных организаций этот процесс затянулся. Выступая с докладом о положении дел в Коммунистической партии Югославии 14 апреля 1937 года, Тито подчеркнул, что он нашёл загребскую организацию в очень плохом состоянии из-за многочисленных арестов её актива.
Тито сформировал подпольную группу, которая взяла на себя работу по организации Коммунистической партии Хорватии. Учредительный съезд новой партии прошёл в ночь с 1 на 2 августа 1937 года в Аниндоле у Самобора. Присутствовали 16 делегатов, которые представляли партийные организации Осиека, Сплита, Сисака, Сушака, Вараждина и Загреба. На съезде был избран Центральный комитет, в который вошли 12 членов: Джуро Спольярич, Павле Грегорич, Андрия Жая, Иосип Краш, Божидар Аджия, Анка Буторац, Иван Дуймич, Марко Орешкович, Драго Петрович, Владо Янич Цапо, Вико Джеласка и Ловро Курир.
Коммунистическая партия Хорватии, в соответствии с рекомендациями Коминтерна взяла курс на создание широкого Народного фронта и сближение с наиболее влиятельной демократической структурой — Хорватской крестьянской партией Владко Мачека, в то время выступавшей за предоставление Хорватии автономии в составе Югославии. Сотрудничество с Хорватской крестьянской партией не одобрялось частью руководства Коммунистической партией Хорватии, что вкупе с игнорированием выборов 1938 года, привело к сильным разногласиям в рядах партии.
26 августа 1939 года было подписано соглашение Цветковича — Мачека о предоставлении Хорватии широкой автономии в виде Хорватской бановины, что было расценено Коммунистической партией Хорватии как курс на обособление Хорватии от Югославии и привело к разрыву с Хорватской крестьянской партией. Осенью того же года началась реорганизация партии, однако вскоре руководство бановины (представляемое Хорватской крестьянской партией), опасаясь растущего влияния коммунистов, приняло решение о запрете деятельности Коммунистической партии Хорватии и роспуске контролируемых ею структур. Партия перешла на полулегальное функционирование.
В августе 1940 года состоялась первая конференция Коммунистической партии Хорватии, на которой Раде Кончар был избран организационным секретарем партии.

## Война и приход к власти
Судьба партии резко изменилась после начала Второй мировой войны и вторжения стран Оси в Югославию в 1941 году, в результате которого территория страны была оккупирована. На территории бывшей бановины немецкие и итальянские оккупанты при поддержке усташей создали Независимое государство Хорватия, во главе которого формально стоял итальянский принц Томислав II, но фактически руководил глава хорватских националистов фашистского толка Анте Павелич. Усташский фашистский режим начал террор против сербского, цыганского населения Хорватии и всех антифашистских сил, включая Коммунистическую партию Хорватии. Многие её ведущие деятели были убиты или арестованы. 22 июня 1941 года в Югославии началось национально-освободительное восстание, в котором приняли участие и хорваты, представляемые в руководстве Антифашистского вече народного освобождения Югославии членом Коммунистической партии Хорватии Владимиром Бакаричем.
ЦК Коммунистической партии Югославии направил в Хорватию Александра Ранковича, который был назначен секретарём ЦК Коммунистической партии Хорватии и установил контакт с патриотическими силами (включая левое крыло Хорватской крестьянской партии), вместе с которыми создал Земельное антифашистское вече народного освобождения Хорватии, которое возглавило борьбу хорватского и сербского народов Хорватии с итало-немецкими оккупантами и фашистским режимом Павелича.
В 1945 году при поддержке сил западных Союзников и Красной армии вся территория Хорватии была освобождена. На первых послевоенных выборах Коммунистическая партия Югославии (в составе Народного фронта Югославии) одержала победу и, в соответствии с решениями Антифашистского вече народного освобождения Югославии, была создана Народная республика Хорватия, где основные посты взяли под контроль коммунисты.

## Послевоенная история
В 1948 году после начала советско-югославского конфликта, в Коммунистической партии Хорватии, как и в остальных организациях Коммунистическая партии Югославии, прошла чистка, направленная против сторонников советской позиции. В числе прочих был арестован и погиб в тюрьме крупный хорватский партийный руководитель Андрия Хебранг.
В 1952 году в соответствии с решением VI съезда КПЮ, Коммунистическая партия Хорватии была переименована в Союз коммунистов Хорватии.
В 1960-е годы на волне решений Брионского пленума ЦК Союза коммунистов Хорватии (1966) и отстранения со всех постов Ранковича, а также широких децентрализационных процессов по ослаблению роли федерации в пользу республик, в Хорватии начало шириться национальное движение (хорв. Masovni pokret, MASPOK), возглавляемое Матицей хорватской. Оно выступало с целым рядом политических и экономических требований, конечной целью которых был выход Хорватии из состава Югославии. Руководство Союза коммунистов Хорватии во главе с представителями либерального крыла компартии Савкой Дабчевич-Кучар, Мико Трипало и Перо Пиркером не только не предпринимало никаких действий по противодействию националистическим силам, но и негласно (а затем и открыто) выступило в их поддержку, войдя в прямой конфликт с Тито и ЦК Союза коммунистов Югославии. Единственным руководителем Союза коммунистов Хорватии, который открыто выступил против так называемой «Хорватской весны», был Милош Жанко, обвинённый реформаторами в «унитаризме» и вытесненный из политической жизни. На закрытом заседании Исполнительного комитета Союза коммунистов Хорватии, которое состоялось 4 июля 1971 года, маршалом Тито впервые были осуждены «националистические заговоры» хорватского руководства. Попытки Тито убедить Дабчевич-Кучар и Трипало осудить националистов и откреститься от них ни к чему не привели, в конечном результате чего он склонился к силовому варианту решения проблемы, за который выступало консервативное крыло Союза коммунистов Хорватии во главе с Бакаричем и генералом Любичичем.
После подавления «Хорватской весны» в Союзе коммунистов Хорватии прошла чистка. Со своих постов были сняты около 400 руководителей разного уровня. По официальным данным, различные меры партийного воздействия применили к 947 членам Союза коммунистов Хорватии, в том числе к 69 членам ЦК. Из Союза был исключен 741 человек. Савка Дабчевич-Кучар вышла на пенсию в 1975 году — тогда ей было 52 года. Трипало же был вынужден уйти на пенсию в 45 лет. За ними было установлено плотное наблюдение; к политической деятельности они вернутся только после распада Югославии. Фактический контроль над партией перешёл в руки Владимира Бакарича и Милки Планинц, которые сдерживали националистические тенденции в её рядах, параллельно выступая за расширении децентрализации и самостоятельности Союза коммунистов Хорватии и Хорватии в целом.
В 1977 году, выступая на торжественном заседании в честь 40-летия Союза коммунистов Хорватии, Тито впервые в публичном пространстве указал на угрозу политике «братства и единства» со стороны великосербских четников и неоусташских сил и произнесёт ставшую знаменитой фразу: «Cuvajmo bratstvo i jedinstvo kao zenicu oka svoga!» («Беречь братство и единство как зеницу ока!»).
В 1980-х годах в Союзе коммунистов Хорватии шла борьба между двумя течениями. Крыло сторонников ортодоксального титоизма представляли Мика Шпиляк и Стипе Шувар, крыло сторонников прагматизма и либерализации представлял Анте Маркович.

## Закат
В 1989 году, когда на волне тяжёлого экономического кризиса, краха социалистических режимов в странах Восточной Европы и советской Перестройки резко усилились деструктивные процессы в Югославии, Союз коммунистов Хорватии возглавлял представитель ортодоксального крыла партии Станко Стойчевич, выступавший против хорватского национализма и многопартийности. Однако 11 декабря того же года на XI съезде Союза коммунистов Хорватии его сменил представитель либерального крыла партии Ивица Рачан, который по многим вопросам встал на позицию Союза коммунистов Словении и не воспрепятствовал легализации националистических сил.
Перемены в югославском обществе второй половины 1980-х годов вернули на политическую сцену Хорватии одного из лидеров «Хорватской весны» Туджмана, который сразу же приступает к строительству своей партии. 28 февраля 1989 года Хорватское демократическое содружество (ХДС) проводит свое первое собрание. Новую партию можно было охарактеризовать как партию экстремистского национализма, великохорватского шовинизма и неофашизма, так как лидеры партии без стеснения называли себя наследниками идей фашистского Независимого Государства Хорватия (НГХ) и считали НГХ «выражением исторических чаяний хорватского народа». Во многом, популярности данного реваншистского объединения способствовали внутренние разногласия в СКХ и неспособность коммунистов к выработке политики, препятствующей росту национализма в республике. Разногласия между консерваторами и реформаторами в СКХ парализовали партию, и в этих условиях его руководство совершает грубейшую политическую ошибку. Следуя примеру Словении, СК Хорватии объявляет о проведении в республике свободных выборов с участием всех общественных и политических объединений Хорватии.
Возрождение хорватского национализма было встречено протестом со стороны сербского населения Хорватии и Югославской народной армии (ЮНА). Армейское руководство прямо призвало хорватских коммунистов, тогда ещё составлявших большинство в парламенте республики, запретить деятельность ХДС и не допустить её до выборов, так как по действовавшему в тот период избирательному закону партии экстремистского и неофашистского толка не имели права участвовать в выборах. Ивица Рачан, глава Союза коммунистов Хорватии и член Президиума ЦК Союза коммунистов Югославии от Хорватии, воспринял призывы руководства ЮНА как угрозу процессу «хорватской демократизации» и попытку вмешаться во внутренние дела республики. В ответ на рекомендации армейского командования, И. Рачан заявил, что в случае несанкционированного вмешательства армии «вы будете должны сначала ликвидировать меня и моих товарищей, а затем уже, может быть, и националистов в Хорватии».
23 января 1990 года делегация Союза коммунистов Хорватии покинула XIV съезд Союза коммунистов Югославии вслед за делегацией Союза коммунистов Словении. Ивица Рачан в своём выступлении перед уходом обосновал это тем, «что в сложившихся условиях, когда съезд утратил свой общеюгославский характер, необходимо прервать работу съезда»
В свете предстоящих в республике выборов, хорватские коммунисты выступили за радикальную трансформацию СКЮ. Руководство СК Хорватии поддержало словенскую идею превратить СКЮ в «союз союзов». На закрытом пленуме ЦК 10 февраля 1990 года было принято решение и о переименовании Союза коммунистов Хорватии в Союз коммунистов Хорватии — Партия демократических преобразований (СКХ-ПДП). Был утвержден проект предвыборной платформы республиканской партийной организации «За мирную, счастливую жизнь в суверенной и демократической Хорватии». В опубликованных тезисах СКХ-ПДП содержалась, аналогичная словенской, инициатива проведения учредительного съезда новой югославской политической организации левой ориентации.
22 апреля 1990 года в Хорватии состоялся первый тур первых многопартийных выборов. После второго тура, 6 мая, ХДС получило в целом 41,5 % голосов, что дало этой партии 64 % мандатов, а с учётом центра, который поддержал ХДС — 80 % и фактически полный контроль над Сабором Хорватии. Франьо Туджман был избран председателем Президиума Хорватии, а СКХ-ПДП, получив 35 % голосов и проведя 107 депутатов, потерял роль ведущей партии и перешёл в оппозицию. Стипе Шувар (вышедший из партии) заявил, что «даже во время выборов, и особенно после выборов, СКХ-ПДП продемонстрировал замечательную организационную неспособность, политическую несогласованность и интеллектуальную неполноценность в борьбе за свои программные цели».
3 ноября по предложению Рачана из названия партии была исключена первая часть и она стала именоваться просто Партией демократических преобразований Хорватии. В 1994 году партия вновь изменила название на Социал-демократическая партия Хорватии (СДП).

## Секретари ЦК КПХ — Председатели ЦК СКХ
- 1937—1940 — Джуро Спольярич
- 1940—1941 — Раде Кончар
- 1942—1944 — Андрия Хебранг
- 1944—1969 — Владимир Бакарич
- 1969—1971 — Савка Дабчевич-Кучар
- 1971—1982 — Милка Планинц
- 1982—1983 — Юре Билич
- 1983—1984 — Йосип Врховец
- 1984—1986 — Мика Шпиляк
- 1986—1989 — Станко Стойчевич
- 1989—1990 — Ивица Рачан